# 奇蹟男孩
《奇蹟男孩》（英語：Wonder）是一部於2017年上映的美國劇情電影，由史蒂芬·切波斯基執導，並與傑克·索恩及史蒂夫·康拉德一同編劇，劇情改編自R·J·帕拉秋所著的同名2012年小說。該片由茱莉亞·羅勃茲、歐文·威爾森與雅各·特倫布雷領銜主演，講述一對父母努力幫助兒子克服他那畸形的臉部帶來的異樣目光及霸凌。
《奇蹟男孩》於2017年11月17日由獅門娛樂在美國發行。該片在上映後收穫普遍影評人的好評。

## 劇情
奧吉（雅各·特倫布雷 飾）是個十歲小孩，跟父母與姊姊居於美國紐約曼哈頓上城的北河高地。奧吉因罹患罕見的崔契爾-柯林斯症候群（TCS），以致出生時臉部畸形。由於多年來27次進出醫院接受手術，奧吉在家接受教育，由母親伊莎貝爾（茱莉亞·羅勃茲 飾）和父親奈特（歐文·威爾森 飾）負責教導。但隨著奧吉已經是入讀小學五年級的年紀，伊莎貝爾和奈特決定讓奧吉入讀一所主流的私立學校，好讓他可以讀到中學。在父親的幫助下，奧吉試圖在新學校中向大家證明他只是個普通的小孩。起初，奧吉幾乎被學生們排斥，但他很快結識了一個名叫傑克·威爾的男孩。
在萬聖節當日，他知道自己裝扮後隱身走遍了學校周圍就不會受到折磨。奧吉原本和傑克說好要妝扮成「波巴費特」，但因為有一堆腰帶要扣，奧吉只好戴著去年萬聖節的「尖叫骷髏」面具，而不是「波巴費特」服裝，所以同學們無法識別他，當他走到課室門前，他無意中聽到傑克告訴同學朱立安說他「只是假裝跟奧吉當朋友」「要是我長得像奧吉，我會自殺」。奧吉當刻感到被背叛，他在「給糖不然就搗蛋」的期間心情沉悶得選擇留在家中，但他的姊姊奧利維亞（伊莎貝拉·維多維奇 飾）卻說服了他。奧吉後來把那件事告訴他另一個朋友—一個叫小夏的女孩，但要求她發誓要保密。傑克驚訝地想起當天穿著尖叫骷髏服裝出現在教室門口的就是奧吉，從而聽到他與朱利安的對話。傑克因家境緣故，剛開始的確是因為圖希曼校長的請託而接近奧吉，但他後來是真心喜歡奧吉的幽默風趣，也非常敬佩奧吉在各種學科上豐富的知識（尤其是科學課），當朱立安說奧吉是個「怪胎」時，傑克憤怒地向他的臉揮拳，繼而兩人之間發生了一場打鬥，很快被他們的老師們分開。傑克因這件事被停學兩天，他在遊戲《我的世界》（Minecraft）中的聊天室向奧吉道歉，二人和解。
在學期中，奧吉不斷受到朋友們的欺凌，他們在桌上留下令奧吉懊惱的便條，並將用修圖軟件修掉班級相片中的奧吉並貼在奧吉的儲物櫃上  校長圖希曼先生把所有證據帶到朱利安及其父母面前，朱立安的母親承認那張照片是她修圖的，因為她不希望人們只關心奧吉與他的家人，而是應該多關心朱立安。她還威脅要撤回學校的資助，但校長依然要求朱利安停課兩天，期間課堂及大自然日仍然繼續進行。當朱利安與他的父母離開時，懊悔的朱利安即將失去他所有的朋友，他向校長表示對奧吉的行為感到歉意，圖希曼先生欣然接受。
與此同時，維亞（奧利維亞）在好朋友米蘭達（丹妮爾·羅斯·羅素飾）疏遠她（其實她是因為父親再婚，怕跟維亞說話會談及此時，且在夏令營中假裝自己是維亞，結果收到許多關注，交了許多朋友）後，她報名參加了戲劇學會，期間她認識了賈斯汀，並與他建立起密切的友誼，繼而發展成情侶關係。後來，維亞被選為學校的舞台劇《我們的小鎮》（Our town）的候備主角，而作為主角的米蘭達意識到自己對維亞的虧欠，於是特意請病假讓維亞取代她上場表演，讓她在舞臺上獲得全場起立鼓掌，而二人也因此和好如初。
在大自然日，奧吉和傑克被另一所學校的七年級學生騷擾，所幸艾默斯、邁爾斯和亨利聯手保護了兩人。回到學校後，奧吉被同學們接納，包括改過自新的朱立安。電影結束時，所有人都為奧吉鼓掌，而母親伊莎貝爾則稱他為「奇蹟男孩」。

## 演員

### 主要演員
- 茱莉亞·羅勃茲 飾 伊莎貝爾·普曼[3]，奈特的妻子，維亞和奧吉的母親。
- 歐文·威爾森 飾 奈特·普曼[3]，伊莎貝爾的丈夫，維亞和奧吉的父親。
- 雅各·特倫布雷 飾 奧古斯特·「奧吉」·普曼[3]，伊莎貝爾與納特的幼子，奧莉維雅的弟弟。
- 伊莎貝拉·維多維奇（英语：Izabela Vidovic） 飾 奧莉維亞·「維亞」·普曼[3]，伊莎貝爾與奈特的長女，奧吉的姐姐。
- Gidget 飾 黛西（Daisy），維亞和奧吉一家的小狗。
- 諾亞·朱普 飾 傑克·威爾（Jack Will）[3]，奧吉在學校的好友。
- 布萊斯·葛薩爾 飾 朱利安·艾班斯（Julian Albans）[3]，奧吉在學校的同學，經常欺凌奧吉。
- 艾莉·麥金儂（Elle McKinnon） 飾 夏綠蒂·柯黛（Charlotte Cody）[3]，奧吉在學校的同學。
- 米莉·戴維斯（Millie Davis） 飾 小夏·道森（Summer Dawson）[3]，奧吉在學校的朋友。
- 泰·康西格里歐（Ty Consiglio） 飾 艾默斯·康廷（Amos Continu）[3]，奧吉在學校的同學。
- 詹姆斯·休斯（James A. Hughes） 飾演 亨利·喬普林（Henry Joplin）[3]，奧吉在學校的同學。
- 凱爾·哈里森·布瑞克普夫（英语：Kyle Harrison Breitkopf） 飾演 邁爾斯·諾爾（Miles Noury）[3]，奧吉在學校的同學。
- 索尼婭·布拉加 飾演 伊莎貝爾的母親，維亞和奧吉的外婆[3]，非常疼愛維亞。
- 曼迪‧帕汀金（英语：Mandy Patinkin） 飾演 圖希曼先生[3]，奧吉的學校校長。
- 戴維德·迪格斯 飾演 布朗先生（Mr. Browne）[3]，奧吉的學校老師。
- 艾莉·李伯特（英语：Ali Liebert） 飾演 佩托薩女士[3]，奧吉的學校教職員。
- 丹妮爾·羅斯·羅素（英语：Danielle Rose Russell） 飾演 米蘭達·納瓦斯（Miranda Navas）[3]，維亞的好友。
- 納吉·安東尼·傑特（Nadji Jeter）飾 賈斯汀·霍蘭德（Justin Hollander）[3]，維亞的男朋友。

### 其他演員
- 妮可·奧利佛 飾 威爾太太，傑克·威爾的母親。
- 克莉絲多·洛伊（英语：Crystal Lowe） 飾 艾本斯太太，朱利安的母親。
- 史蒂夫·巴西奇（英语：Steve Bacic） 飾 艾本斯先生，朱利安的父親。
- 瑞秋·海沃德（英语：Rachel Hayward） 飾 納瓦斯太太，米蘭達的母親。
- 艾莉卡·麥基積（Erika McKitrick）飾 艾拉（Ella），奧吉在學校的同學。
- 露西亞·塞恩（Lucia Thain）飾 莎凡娜·威登堡（Savanna Wittenberg），奧吉在學校的同學。
- 莎夏·諾伊豪斯（Sasha Neuhaus）飾 美雅·馬科維茨（Maya Markowitz），奧吉在學校的同學。
- 莉玆·利伯曼（Izzy Lieberman）飾 里德·金斯利（Reid Kingsley），奧吉在學校的同學。
- 漢娜·霍伯曼（Hannah Hoberman）飾 麗貝卡（Rebecca），奧吉在學校的同學。
- 威廉·迪金森（William Dickinson）飾 艾迪（Eddie），奧吉在學校的同學。
- 艾瑪·特倫布萊（Emma Tremblay）飾 米雪（Michelle），奧吉在學校的同學。
- 莉迪·亞朱厄特（Lydia Jewett）飾 蓮娜·安南（Lina Annan），奧吉在學校的同學。
- 阿曼·伯達斯禾夫（Armen Bagdasrov）飾 丹尼（Danny），奧吉在學校的同學。
- 琪蓮·布列博夫（Kaelyn Breitkopf）飾 安琪拉（Angela），奧吉在學校的同學。
- 維多利亞·克魯茲（Victoria V. Cruz）飾 科學博覽評審。
- 班傑明·拉特納（Benjamin Ratner）飾 達文波特先生（Mr. Davenport），奧吉在學校的老師。
- J·道格拉斯·斯圖爾特（J. Douglas Stewart）飾 達斯·西帝，奧吉在學校的教職員。
- 邁克爾·艾倫·希利（Michael Alan Healy）飾 朱兒，奧吉在學校的教職員。

## 製作
2012年11月27日，據報導，獅門娛樂打算拍一部根據R·J·帕拉秋的首部小說《奇蹟男孩》改編的電影，並聘請了約翰·奧古斯特來撰寫劇本。該報導還指出，曼德維爾影業的兩位創辦人大衛·霍伯曼與陶德·李柏曼將擔任該片的製片人。2013年5月8日，傑克·索恩獲聘為電影撰寫劇本，而原先的編劇奧古斯特則退出了該片的劇組。2014年10月，據報導，約翰·克洛基達斯受聘執導該片，但到了2015年4月，保羅·金 (導演)取代了克洛基達斯，當上了該片的導演。史蒂夫·康拉德正在為該片編劇。
2016年4月14日，雅各·特倫布雷以奧吉·普曼的角色加盟劇組，而茱莉亞·羅勃茲則正為飾演奧吉的母親一事進行談判。5月5日，片商證實羅勃茲將飾演奧吉的母親，而史蒂芬·切波斯基則簽下了執導該片的合約。歐文·威爾森於6月27日加盟了劇組，詮釋奧吉的父親。7月11日，新生代演員諾亞·朱普簽約出演電影，飾演奧吉在學校的摯友。7月15日，戴維德·迪格斯加入了該片的劇組，詮釋學校的英語老師布朗先生。8月19日，索尼婭·布拉加加盟飾演羅勃茲詮釋的角色的母親。《奇蹟男孩》的配樂部分由馬塞羅·札佛斯負責。

## 發行
《奇蹟男孩》原先計劃於2017年4月7日由獅門娛樂在美國發行。2017年2月13日，片商將該片在美國的上映日期改至2017年11月17日。

## 回響

### 評價
該片收穫了普遍影評人的積極評價。爛蕃茄上收集的179篇專業影評文章中，有151篇給予該片「新鮮」的正面評價，「新鮮度」為84%，平均得分7.04分（滿分10分），該網站對電影的共識性評價寫道「《奇蹟男孩》並不迴避暢銷原著小說中的感傷，但依舊是一部演員演技出色且總體而言極具戲劇性的劇情片，讓人心中澎湃洶湧」，而基於另一影評匯總網站Metacritic上的33篇評論文章，其中24篇予以好評，無差評，9篇褒貶不一，平均分為66（滿分100），綜合結果為「普遍良好的評價」。據CinemaScore進行的調查，觀眾的平均評價於A+至F間落於「A+」。該成績使《奇蹟男孩》成為CinemaScore服務史上少數獲得「A+」評分的電影之一。

### 票房
截至下檔日，《奇蹟男孩》在美國及加拿大地區共累積了1.324億美元的票房，加上來自其他地區的1.735億美元，全球票房共計3.059億美元，而其製片預算則是2,000萬美元。
在美國及加拿大，《奇蹟男孩》與《正義聯盟》及《聖誕星》同期上映競爭，外界評估，該片約能於首映週末透過3,096家劇院進帳900萬美元的票房。然而，因該片在星期四晚上的午夜場收穫740,000美元，且有大量團體集體訂票，讓首週末票房的預估值上調至1,500萬美元。接著，該片的首週末票房的預測值又提高至2,800萬美元。《奇蹟男孩》在首映當天進帳940萬美元，並在首週末收穫2,710萬美元的票房，僅次於《正義聯盟》位居當週第二。次週，該片的票房成績下滑了17.7%，進帳2,270萬美元，排名第三。

## 外部連結
- 互联网电影数据库（IMDb）上《奇蹟男孩》的资料（英文）
- 爛番茄上《奇蹟男孩》的資料（英文）
- Metacritic上《奇蹟男孩》的資料（英文）
- Box Office Mojo上《奇蹟男孩》的資料（英文）
- AllMovie上《奇蹟男孩》的资料（英文）
- 開眼電影網上《奇蹟男孩》的資料（繁體中文）
- Yahoo奇摩電影上《奇蹟男孩》的資料（繁體中文）
- 雅虎香港電影上《奇蹟男孩》的資料（繁體中文）
- 时光网上《奇蹟男孩》的資料（简体中文）
- 豆瓣电影上《奇蹟男孩》的資料 （简体中文）